# The Moonshine Jungle Tour
Il The Moonshine Jungle Tour è il secondo tour mondiale del cantautore statunitense Bruno Mars, a supporto del suo secondo album in studio Unorthodox Jukebox (2012).
Il tour è iniziato il 22 giugno 2013 ed è terminato il 4 ottobre 2014, per un totale di 144 concerti.

## Critica
Chris Richards per il The Washington Post ha recensito uno dei tour molto positivamente. La performance del cantante al Verizon Center di Washington, secondo il giornalista, era "uno di quei rari, emozionanti, concerti pop durante il quale Mars, invece di nascondere la tensione, ha cercato di far emergere la notevole vivacità dei suoi singoli di maggior successo. Bruno prende totalmente il controllo delle canzoni, rimodellandole a piacimento. Posso affermare, in tutta sincerità, che è stato un concerto fantastico." Il recensore ha anche menzionato, che, nel corso del concerto, il cantante ha suonato in uno stile musicale molto simile al sound della fine degli anni '70, metà degli anni '90, ostentando una tale fluidità pop, che ha sicuramente contribuito ad aumentare notevolmente la schiera dei suoi ammiratori.
Scrivendo per la rivista Billboard, Jason Lipshutz ritiene che la cosa più impressionante di Bruno Mars è stata un'elevata capacità di intrattenimento, in grado di creare un'insolita suspense nel corso della sua performance. Nel suo spettacolo il cantante tiene le note alte, conduce la coreografia, suona la chitarra elettrica, la chitarra acustica, e la batteria. Inoltre impegna la folla e flirta con alcune spettatrici situate in prima fila. Di fatto si consacra un vero artista pop.
Sarah Rodman del The Boston Globe ha recensito molto positivamente le esibizioni del cantante, affermando che danno spettacolo, in particolare la coreografia di Bruno Mars e della sua band, e che "Il suo show a Boston è stato molto energico, dove ha mostrato il suo grante talento di showman, espresso attraverso un'anima retrò". E aggiunge "Mars ha scelto saggiamente la sua band, in quanto, non solo porta la sua musica in concerto, ma anche il suo entusiasmo e la sua talentuosa abilità di intrattenimento." Jim Farber del New York Daily News ha elogiato lo spettacolo dicendo che era volto a ricreare un'epoca passata di appariscente intrattenimento.

## Scaletta
1. "Moonshine"
2. "Natalie"
3. "Treasure"
4. "Money (That's What I Want)" / "Billionaire"
5. "Show Me"
6. "Candy Rain"
7. "Our First Time" / "Pony"
8. "Marry You"
9. "If I Knew"
10. "Runaway Baby"
11. "Young Girls"
12. "When I Was Your Man"
13. "Grenade"
14. "Just the Way You Are"
15. "Locked Out of Heaven"
16. "Gorilla"

## Concerti
| Data                   | Città                      | Stato                 | Luogo                                      | Apertura del concerto        | Biglietti disponibili / Biglietti venduti | Guadagno     |
| Nord America           | Nord America               | Nord America          | Nord America                               | Nord America                 | Nord America                              | Nord America |
| ---------------------- | -------------------------- | --------------------- | ------------------------------------------ | ---------------------------- | ----------------------------------------- | ------------ |
| 22 giugno 2013         | Washington                 | Stati Uniti           | Verizon Center                             | Fitz and the Tantrums        | 15,404 / 15,404                           | $1,015,034   |
| 24 giugno 2013         | Filadelfia                 | Stati Uniti           | Wells Fargo Center                         | Fitz and the Tantrums        | 14,675 / 14,675                           | $1,116,984   |
| 26 giugno 2013         | Boston                     | Stati Uniti           | TD Garden                                  | Fitz and the Tantrums        | 14,267 / 14,267                           | $1,030,157   |
| 27 giugno 2013         | Uncasville                 | Stati Uniti           | Mohegan Sun Arena                          | N.D.                         | 5,390 / 5,390                             | $434,410     |
| 29 giugno 2013         | New York                   | Stati Uniti           | Barclays Center                            | Fitz and the Tantrums        | 15,204 / 15,204                           | $1,252,521   |
| 1º luglio 2013         | Newark                     | Stati Uniti           | Prudential Center                          | Ellie Goulding               | 14,320 / 14,320                           | $1,247,263   |
| 2 luglio 2013          | Pittsburgh                 | Stati Uniti           | Consol Energy Center                       | Ellie Goulding               | 12,582 / 12,582                           | $758,991     |
| 3 luglio 2013          | Toronto                    | Canada                | Molson Canadian Amphitheatre               | Ellie Goulding               | 31,709 / 31,709                           | $2,134,130   |
| 5 luglio 2013          | Montréal                   | Canada                | Bell Centre                                | Ellie Goulding               | 17,244 / 17,244                           | $1,086,275   |
| 6 luglio 2013          | Toronto                    | Canada                | Molson Canadian Amphitheatre               | Ellie Goulding               |                                           |              |
| 8 luglio 2013          | Québec                     | Canada                | Plains of Abraham                          | N.D.                         | N.D.                                      | N.D.         |
| 10 luglio 2013         | Columbus                   | Stati Uniti           | Value City Arena                           | Ellie Goulding               | 13,497 / 13,497                           | $915,670     |
| 11 luglio 2013         | Auburn Hills               | Stati Uniti           | The Palace of Auburn Hills                 | Ellie Goulding               | 14,921 / 14,921                           | $962,368     |
| 13 luglio 2013         | Chicago                    | Stati Uniti           | United Center                              | Ellie Goulding               | 16,278 / 16,278                           | $1,326,517   |
| 14 luglio 2013         | Saint Paul                 | Stati Uniti           | Xcel Energy Center                         | Ellie Goulding               | 15,451 / 15,451                           | $881,513     |
| 18 luglio 2013         | Edmonton                   | Canada                | Rexall Place                               | Ellie Goulding               | 14,240 / 14,240                           | $903,412     |
| 20 luglio 2013         | Vancouver                  | Canada                | Rogers Arena                               | Ellie Goulding               | 15,533 / 15,533                           | $1,106,306   |
| 21 luglio 2013         | Seattle                    | Stati Uniti           | KeyArena                                   | Ellie Goulding               | 13,234 / 13,234                           | $923,591     |
| 22 luglio 2013         | Portland                   | Stati Uniti           | Rose Garden Arena                          | Ellie Goulding               | 12,639 / 12,639                           | $819,834     |
| 24 luglio 2013         | Sacramento                 | Stati Uniti           | Sleep Train Arena                          | Ellie Goulding               | 13,720 / 13,720                           | $1,004,743   |
| 25 luglio 2013         | San Jose                   | Stati Uniti           | SAP Center at San Jose                     | Ellie Goulding               | 14,163 / 14,163                           | $1,252,328   |
| 27 luglio 2013         | Los Angeles                | Stati Uniti           | Staples Center                             | Ellie Goulding               | 30,360 / 30,360                           | $2,734,649   |
| 28 luglio 2013         | Los Angeles                | Stati Uniti           | Staples Center                             | Ellie Goulding               | 30,360 / 30,360                           | $2,734,649   |
| 30 luglio 2013         | San Diego                  | Stati Uniti           | Valley View Casino Center                  | Ellie Goulding               | 12,263 / 12,263                           | $800,820     |
| 31 luglio 2013         | Phoenix                    | Stati Uniti           | US Airways Center                          | Ellie Goulding               | 14,654 / 14,654                           | $802,562     |
| 2 agosto 2013          | West Valley City           | Stati Uniti           | Maverik Center                             | Fitz and the Tantrums        | 10,263 / 10,263                           | $702,566     |
| 3 agosto 2013          | Las Vegas                  | Stati Uniti           | MGM Grand Garden Arena                     | Fitz and the Tantrums        | 13,850 / 13,850                           | $1,559,042   |
| 5 agosto 2013          | Morrison                   | Stati Uniti           | Red Rocks Amphitheatre                     | Ellie Goulding               | 18,836 / 18,836                           | $1,164,434   |
| 6 agosto 2013          | Morrison                   | Stati Uniti           | Red Rocks Amphitheatre                     | Ellie Goulding               | 18,836 / 18,836                           | $1,164,434   |
| 8 agosto 2013          | Saint Louis                | Stati Uniti           | Scottrade Center                           | Ellie Goulding               | 13,947 / 13,947                           | $950,707     |
| 9 agosto 2013          | Kansas City                | Stati Uniti           | Sprint Center                              | Ellie Goulding               | 14,492 / 14,492                           | $1,069,533   |
| 10 agosto 2013         | Oklahoma City              | Stati Uniti           | Chesapeake Energy Arena                    | Ellie Goulding               | 13,179 / 13,179                           | $784,452     |
| 12 agosto 2013         | Dallas                     | Stati Uniti           | American Airlines Center                   | Ellie Goulding               | 15,489 / 15,489                           | $1,016,202   |
| 14 agosto 2013         | Austin                     | Stati Uniti           | Frank Erwin Center                         | Ellie Goulding               | 13,432 / 13,700                           | $781,396     |
| 15 agosto 2013         | Houston                    | Stati Uniti           | Toyota Center                              | Ellie Goulding               | 13,425 / 13,425                           | $964,969     |
| 17 agosto 2013         | Nashville                  | Stati Uniti           | Bridgestone Arena                          | Fitz and the Tantrums        | 14,828 / 14,828                           | $824,838     |
| 18 agosto 2013         | Louisville                 | Stati Uniti           | KFC Yum! Center                            | Fitz and the Tantrums        | 14,282 / 14,282                           | $951,382     |
| 19 agosto 2013         | Indianapolis               | Stati Uniti           | Bankers Life Fieldhouse                    | Fitz and the Tantrums        | 9,300 / 9,300                             | $618,118     |
| 21 agosto 2013         | Charlotte                  | Stati Uniti           | Time Warner Cable Arena                    | Fitz and the Tantrums        | 11,612 / 11,612                           | $671,936     |
| 22 agosto 2013         | Atlanta                    | Stati Uniti           | Phillips Arena                             | Fitz and the Tantrums        | 13,080 / 13,080                           | $906,482     |
| 27 agosto 2013         | Orlando                    | Stati Uniti           | Amway Center                               | Fitz and the Tantrums        | 13,634 / 13,828                           | $842,960     |
| 28 agosto 2013         | Tampa                      | Stati Uniti           | Tampa Bay Times Forum                      | Fitz and the Tantrums        | 12,292 / 12,292                           | $797,952     |
| 30 agosto 2013         | Miami                      | Stati Uniti           | American Airlines Arena                    | Fitz and the Tantrums        | 16,136 / 16,136                           | $1,201,516   |
| 1º settembre 2013      | San Juan                   | Stati Uniti           | Coliseo de Puerto Rico José Miguel Agrelot | N.D.                         | 15,669 / 15,669                           | $1,033,100   |
| Europa                 |                            |                       |                                            |                              |                                           |              |
| 2 ottobre 2013         | Belfast                    | Irlanda               | Odyssey Arena                              | Mayer Hawthorne              | N.D.                                      | N.D.         |
| 3 ottobre 2013         | Dublino                    | Irlanda               | The O2                                     | Mayer Hawthorne              | N.D.                                      | N.D.         |
| 5 ottobre 2013         | Manchester                 | Regno Unito           | Phones 4u Arena                            | Mayer Hawthorne              | 17,414 / 17,670                           | $1,079,580   |
| 6 ottobre 2013         | Glasgow                    | Regno Unito           | The Hydro                                  | Mayer Hawthorne              | N.D.                                      | N.D.         |
| 8 ottobre 2013         | Londra                     | Regno Unito           | The O2 Arena                               | Mayer Hawthorne              | 34,777 / 35,242                           | $2,206,080   |
| 9 ottobre 2013         | Londra                     | Regno Unito           | The O2 Arena                               | Mayer Hawthorne              | 34,777 / 35,242                           | $2,206,080   |
| 11 ottobre 2013        | Birmingham                 | Regno Unito           | National Indoor Arena                      | Mayer Hawthorne              | N.D.                                      | N.D.         |
| 12 ottobre 2013        | Sheffield                  | Regno Unito           | Motorpoint Arena Sheffield                 | Mayer Hawthorne              | N.D.                                      | N.D.         |
| 14 ottobre 2013        | Parigi                     | Francia               | Palais Omnisports de Paris-Bercy           | Mayer Hawthorne              | N.D.                                      | N.D.         |
| 15 ottobre 2013        | Amsterdam                  | Paesi Bassi           | Ziggo Dome                                 | Mayer Hawthorne              | N.D.                                      | N.D.         |
| 17 ottobre 2013        | Anversa                    | Belgio                | Sportpaleis Antwerp                        | Mayer Hawthorne              | N.D.                                      | N.D.         |
| 18 ottobre 2013        | Esch-sur-Alzette           | Lussemburgo           | Rockhal                                    | Mayer Hawthorne              | N.D.                                      | N.D.         |
| 20 ottobre 2013        | Mannheim                   | Germania              | SAP Arena                                  | Mayer Hawthorne              | N.D.                                      | N.D.         |
| 22 ottobre 2013        | Stoccarda                  | Germania              | Hanns-Martin-Schleyer-Halle                | Mayer Hawthorne              | N.D.                                      | N.D.         |
| 23 ottobre 2013        | Zurigo                     | Svizzera              | Hallenstadion                              | Mayer Hawthorne              | 13,490 / 13,490                           | $1,119,810   |
| 24 ottobre 2013        | Vienna                     | Austria               | Wiener Stadthalle                          | Mayer Hawthorne              | N.D.                                      | N.D.         |
| 26 ottobre 2013        | Milano                     | Italia                | Mediolanum Forum                           | Mayer Hawthorne              | N.D.                                      | N.D.         |
| 28 ottobre 2013        | Berlino                    | Germania              | O2 World Berlin                            | Mayer Hawthorne              | 14,146 / 14,146                           | $839,274     |
| 29 ottobre 2013        | Amburgo                    | Germania              | O2 World Hamburg                           | Mayer Hawthorne              | 13,091 / 13,542                           | $741,753     |
| 31 ottobre 2013        | Copenaghen                 | Danimarca             | Forum Copenaghen                           | Mayer Hawthorne              | N.D.                                      | N.D.         |
| 2 novembre 2013        | Oslo                       | Norvegia              | Oslo Spectrum                              | Mayer Hawthorne              | N.D.                                      | N.D.         |
| 3 novembre 2013        | Stoccolma                  | Svezia                | Ericsson Globe                             | Mayer Hawthorne              | N.D.                                      | N.D.         |
| 6 novembre 2013        | Praga                      | Repubblica Ceca       | O2 Arena (Prague)                          | Mayer Hawthorne              | N.D.                                      | N.D.         |
| 7 novembre 2013        | Budapest                   | Ungheria              | Papp László Sportaréna                     | Mayer Hawthorne              | N.D.                                      | N.D.         |
| 11 novembre 2013       | Düsseldorf                 | Germania              | ISS Dome                                   | Mayer Hawthorne              | N.D.                                      | N.D.         |
| 12 novembre 2013       | Monaco di Baviera          | Germania              | Olympiahalle                               | Mayer Hawthorne              | N.D.                                      | N.D.         |
| 14 novembre 2013       | Badalona                   | Spagna                | Palau Municipal d'Esports                  | Mayer Hawthorne              | N.D.                                      | N.D.         |
| 15 novembre 2013       | Madrid                     | Spagna                | Palacio Vistalegre                         | Mayer Hawthorne              | N.D.                                      | N.D.         |
| 16 novembre 2013       | Lisbona                    | Portogallo            | MEO Arena                                  | Mayer Hawthorne              | N.D.                                      | N.D.         |
| 18 novembre 2013       | Marsiglia                  | Francia               | Le Dôme de Marseille                       | Mayer Hawthorne              | N.D.                                      | N.D.         |
| 19 novembre 2013       | Tolosa                     | Francia               | Le Zénith de Toulouse                      | Mayer Hawthorne              | N.D.                                      | N.D.         |
| 21 novembre 2013       | Londra                     | Regno Unito           | The O2 Arena                               | Mayer Hawthorne              | 17,390 / 17,741                           | $1,107,940   |
| 22 novembre 2013       | Nottingham                 | Regno Unito           | Capital FM Arena                           | Mayer Hawthorne              | N.D.                                      | N.D.         |
| 24 novembre 2013       | Liverpool                  | Regno Unito           | Echo Arena Liverpool                       | Mayer Hawthorne              | N.D.                                      | N.D.         |
| 25 novembre 2013       | Newcastle                  | Regno Unito           | Metro Radio Arena                          | Mayer Hawthorne              | N.D.                                      | N.D.         |
| Nord America           |                            |                       |                                            |                              |                                           |              |
| 29 dicembre 2013       | Las Vegas                  | Stati Uniti           | The Chelsea at The Cosmopolitan            | DJ Supra                     | 5,800 / 5,800                             | $1,062,850   |
| 31 dicembre 2013       | Las Vegas                  | Stati Uniti           | The Chelsea at The Cosmopolitan            | DJ Supra                     | 5,800 / 5,800                             | $1,062,850   |
| 15 febbraio 2014       | Las Vegas                  | Stati Uniti           | The Chelsea at The Cosmopolitan            | Havana Brown                 | 6,000 / 6,000                             | $659,025     |
| 16 febbraio 2014       | Las Vegas                  | Stati Uniti           | The Chelsea at The Cosmopolitan            | Havana Brown                 | 6,000 / 6,000                             | $659,025     |
| Oceania                |                            |                       |                                            |                              |                                           |              |
| 28 febbraio 2014       | Perth                      | Australia             | Perth Arena                                | Miguel                       | 14,594 / 14,594                           | $1,675,690   |
| 2 marzo 2014           | Adelaide                   | Australia             | Adelaide Entertainment Centre              | Miguel                       | N.D.                                      | N.D.         |
| 4 marzo 2014           | Melbourne                  | Australia             | Rod Laver Arena                            | Miguel                       | 26,573 / 26,573                           | $2,998,750   |
| 5 marzo 2014           | Melbourne                  | Australia             | Rod Laver Arena                            | Miguel                       | 26,573 / 26,573                           | $2,998,750   |
| 8 marzo 2014           | Sydney                     | Australia             | Sydney Entertainment Centre                | Miguel                       | 10,503 / 10,679                           | $1,234,960   |
| 10 marzo 2014          | Sydney                     | Australia             | Allphones Arena                            | Miguel                       | 32,136 / 32,136                           | $3,714,430   |
| 11 marzo 2014          | Sydney                     | Australia             | Allphones Arena                            | Miguel                       | 32,136 / 32,136                           | $3,714,430   |
| 13 marzo 2014          | Brisbane                   | Australia             | Brisbane Entertainment Centre              | Miguel                       | 11,746 / 13,011                           | $1,327,680   |
| 15 marzo 2014          | Auckland                   | Nuova Zelanda         | Vector Arena                               | Miguel                       | N.D.                                      | N.D.         |
| 16 marzo 2014          | Auckland                   | Nuova Zelanda         | Vector Arena                               | Miguel                       | N.D.                                      | N.D.         |
| Asia                   |                            |                       |                                            |                              |                                           |              |
| 20 marzo 2014          | Bangkok                    | Thailandia            | Impact Arena                               | N.D.                         | N.D.                                      | N.D.         |
| 22 marzo 2014          | Pasay                      | Filippine             | Mall of Asia Arena                         | Poreotics                    | N.D.                                      | N.D.         |
| 24 marzo 2014          | Giacarta                   | Indonesia             | Mata Elang International Stadium           | N.D.                         | N.D.                                      | N.D.         |
| 26 marzo 2014          | Singapore                  | Singapore             | Singapore Indoor Stadium                   | N.D.                         | N.D.                                      | N.D.         |
| 29 marzo 2014          | Hong Kong                  | Hong Kong             | AsiaWorld Arena                            | N.D.                         | N.D.                                      | N.D.         |
| 30 marzo 2014          | Hong Kong                  | Hong Kong             | AsiaWorld Arena                            | N.D.                         | N.D.                                      | N.D.         |
| 1º aprile 2014         | Taipei                     | Taiwan                | Taipei World Trade Center                  | N.D.                         | N.D.                                      | N.D.         |
| 3 aprile 2014          | Shanghai                   | Cina                  | Mercedes-Benz Arena                        | N.D.                         | N.D.                                      | N.D.         |
| 5 aprile 2014          | Pechino                    | Cina                  | MasterCard Center                          | N.D.                         | N.D.                                      | N.D.         |
| 8 aprile 2014          | Seul                       | Corea del Sud         | Olympic Gymnastics Arena                   | N.D.                         | N.D.                                      | N.D.         |
| 10 aprile 2014         | Osaka                      | Giappone              | Municipal Central Gymnasium                | N.D.                         | N.D.                                      | N.D.         |
| 12 aprile 2014         | Tokyo                      | Giappone              | Makuhari Messe                             | N.D.                         | N.D.                                      | N.D.         |
| 13 aprile 2014         | Tokyo                      | Giappone              | Makuhari Messe                             | N.D.                         | N.D.                                      | N.D.         |
| Nord America           |                            |                       |                                            |                              |                                           |              |
| 18 aprile 2014         | Honolulu                   | Stati Uniti           | Blaisdell Arena                            | The Green                    | 21,877 / 21,877                           | $2,027,337   |
| 19 aprile 2014         | Honolulu                   | Stati Uniti           | Blaisdell Arena                            | The Green                    | 21,877 / 21,877                           | $2,027,337   |
| 21 aprile 2014         | Honolulu                   | Stati Uniti           | Blaisdell Arena                            | The Green                    | 21,877 / 21,877                           | $2,027,337   |
| 23 maggio 2014         | Las Vegas                  | Stati Uniti           | The Chelsea at The Cosmopolitan            | DJ Supra                     | 2,900 / 5,800                             | $338,903     |
| 24 maggio 2014         | Las Vegas                  | Stati Uniti           | The Chelsea at The Cosmopolitan            | DJ Supra                     | 2,900 / 5,800                             | $338,903     |
| 27 maggio 2014         | Fresno                     | Stati Uniti           | Save Mart Center                           | Aloe Blacc                   | 12,945 / 12,945                           | $1,012,792   |
| 28 maggio 2014         | Oakland                    | Stati Uniti           | Oracle Arena                               | Aloe Blacc                   | 15,873 / 15,873                           | $1,363,953   |
| 31 maggio 2014         | Los Angeles                | Stati Uniti           | Hollywood Bowl                             | N.D.                         | N.D.                                      | N.D.         |
| 1º giugno 2014         | Los Angeles                | Stati Uniti           | Hollywood Bowl                             | N.D.                         | N.D.                                      | N.D.         |
| 4 giugno 2014          | Tulsa                      | Stati Uniti           | BOK Center                                 | Aloe Blacc                   | 14,078 / 14,078                           | $1,019,935   |
| 6 giugno 2014          | Memphis                    | Stati Uniti           | FedEx Forum                                | Aloe Blacc                   | 13,837 / 13,837                           | $990,937     |
| 7 giugno 2014          | New Orleans                | Stati Uniti           | Smoothie King Center                       | Aloe Blacc                   | 15,154 / 15,154                           | $1,089,456   |
| 10 giugno 2014         | North Little Rock          | Stati Uniti           | Verizon Arena                              | Aloe Blacc                   | 15,117 / 15,117                           | $1,026,814   |
| 11 giugno 2014         | Birmingham                 | Stati Uniti           | Birmingham Jefferson County Civic Center   | Aloe Blacc                   | 13,653 / 13,653                           | $1,035,825   |
| 13 giugno 2014         | Columbia                   | Stati Uniti           | Colonial Life Arena                        | Aloe Blacc                   | 14,106 / 14,106                           | $1,075,985   |
| 14 giugno 2014         | Raleigh                    | Stati Uniti           | PNC Arena                                  | Aloe Blacc Pharrell Williams | 15,149 / 15,149                           | $1,189,724   |
| 17 giugno 2014         | Grand Rapids               | Stati Uniti           | Van Andel Arena                            | Aloe Blacc                   | 11,412 / 11,412                           | $949,422     |
| 18 giugno 2014         | Auburn Hills               | Stati Uniti           | The Palace of Auburn Hills                 | Aloe Blacc                   | 14,046 / 14,046                           | $1,206,323   |
| 20 giugno 2014         | Tinley Park                | Stati Uniti           | First Midwest Bank Amphitheatre            | Aloe Blacc                   | 28,304 / 28,304                           | $1,690,359   |
| 21 giugno 2014         | Saint Paul                 | Stati Uniti           | Xcel Energy Center                         | Aloe Blacc                   | 15,344 / 15,344                           | $1,356,478   |
| 23 giugno 2014         | Omaha                      | Stati Uniti           | CenturyLink Center Omaha                   | Aloe Blacc                   | 14,961 / 14,961                           | $1,192,265   |
| 25 giugno 2014         | Milwaukee                  | Stati Uniti           | Marcus Amphitheater                        | Aloe Blacc                   | N.D.                                      | N.D.         |
| 27 giugno 2014         | Cincinnati                 | Stati Uniti           | U.S. Bank Arena                            | Aloe Blacc                   | 13,888 / 13,888                           | $1,058,887   |
| 28 giugno 2014         | Cleveland                  | Stati Uniti           | Quicken Loans Arena                        | Aloe Blacc                   | 15,936 / 15,936                           | $1,263,059   |
| 30 giugno 2014         | Buffalo                    | Stati Uniti           | First Niagara Center                       | Aloe Blacc                   | 15,868 / 15,868                           | $1,255,331   |
| 2 luglio 2014          | Boston                     | Stati Uniti           | TD Garden                                  | Aloe Blacc                   | 14,450 / 14,450                           | $1,389,163   |
| Europa                 |                            |                       |                                            |                              |                                           |              |
| 5 luglio 2014          | Birmingham                 | Regno Unito           | Perry Park                                 | N.D.                         | N.D.                                      | N.D.         |
| 6 luglio 2014          | Londra                     | Regno Unito           | Finsbury Park                              | N.D.                         | N.D.                                      | N.D.         |
| Nord America e Caraibi |                            |                       |                                            |                              |                                           |              |
| 9 luglio 2014          | Hartford                   | Stati Uniti           | XFINITY Theatre                            | Aloe Blacc                   | 15,067 / 15,067                           | $964,116     |
| 11 luglio 2014         | Bristow                    | Stati Uniti           | Jiffy Lube Live                            | Aloe Blacc                   | 22,488 / 22,488                           | $1,473,007   |
| 12 luglio 2014         | Hershey                    | Stati Uniti           | Hersheypark Stadium                        | Aloe Blacc                   | 27,351 / 27,351                           | $1,920,663   |
| 14 luglio 2014         | New York                   | Stati Uniti           | Madison Square Garden                      | Pharrell Williams            | 31,434 / 31,434                           | $3,453,499   |
| 15 luglio 2014         | New York                   | Stati Uniti           | Madison Square Garden                      | Pharrell Williams            | 31,434 / 31,434                           | $3,453,499   |
| 17 luglio 2014         | Camden                     | Stati Uniti           | Susquehanna Bank Center                    | Aloe Blacc                   | 21,146 / 21,146                           | $1,185,164   |
| 18 luglio 2014         | Manchester (New Hampshire) | Stati Uniti           | Verizon Wireless Arena                     | Aloe Blacc                   | 9,378 / 9,378                             | $768,940     |
| 20 luglio 2014         | Albany                     | Stati Uniti           | Times Union Center                         | Aloe Blacc                   | 12,704 / 12,704                           | $1,078,273   |
| 23 luglio 2014         | Montréal                   | Canada                | Bell Centre                                | Bebe Rexha                   | 17,919 / 17,919                           | $1,458,439   |
| 24 luglio 2014         | Ottawa                     | Canada                | Canadian Tire Centre                       | Nico & Vinz                  | 15,129 / 15,129                           | $1,141,477   |
| 26 luglio 2014         | Toronto                    | Canada                | Air Canada Centre                          | Nico & Vinz                  | 34,715 / 34,715                           | $3,214,048   |
| 27 luglio 2014         | Toronto                    | Canada                | Air Canada Centre                          | Nico & Vinz                  | 34,715 / 34,715                           | $3,214,048   |
| 2 agosto 2014          | Winnipeg                   | Canada                | MTS Centre                                 | Nico & Vinz                  | 12,853 / 12,853                           | $905,240     |
| 3 agosto 2014          | Saskatoon                  | Canada                | Credit Union Centre                        | Nico & Vinz                  | 13,660 / 13,660                           | $952,397     |
| 5 agosto 2014          | Calgary                    | Canada                | Scotiabank Saddledome                      | Nico & Vinz                  | 14,390 / 14,390                           | $890,864     |
| 8 agosto 2014          | Squamish                   | Canada                | Logger Sports Grounds                      | N.D.                         | N.D.                                      | N.D.         |
| 9 agosto 2014          | George                     | Stati Uniti           | The Gorge                                  | Nico & Vinz                  | 22,081 / 22,081                           | $1,326,904   |
| 11 agosto 2014         | Eugene                     | Stati Uniti           | Matthew Knight Arena                       | Nico & Vinz                  | 10,367 / 10,367                           | $806,770     |
| 14 agosto 2014         | Lake Tahoe                 | Stati Uniti           | Harveys Outdoor Arena                      | Nico & Vinz                  | 7,586 / 7,586                             | $737,463     |
| 15 agosto 2014         | San Jose                   | Stati Uniti           | SAP Center at San Jose                     | Nico & Vinz                  | 15,049 / 15,049                           | $1,445,749   |
| 17 agosto 2014         | Greenwood Village          | Stati Uniti           | Fiddler's Green Amphitheatre               | N.D.                         | N.D.                                      | N.D.         |
| 22 agosto 2014         | Las Vegas                  | Stati Uniti           | The Chelsea at The Cosmopolitan            | N.D.                         | 5,800 / 5,800                             | $669,590     |
| 23 agosto 2014         | Las Vegas                  | Stati Uniti           | The Chelsea at The Cosmopolitan            | N.D.                         | 5,800 / 5,800                             | $669,590     |
| 30 agosto 2014         | Willemstad                 | Curaçao               | Piscadera Bay                              | N.D.                         | N.D.                                      | N.D.         |
| 2 settembre 2014       | Città del Messico          | Messico               | Mexico City Arena                          | N.D.                         | N.D.                                      | N.D.         |
| 3 settembre 2014       | Città del Messico          | Messico               | Mexico City Arena                          | N.D.                         | N.D.                                      | N.D.         |
| 5 settembre 2014       | Monterrey                  | Messico               | Arena Monterrey                            | N.D.                         | N.D.                                      | N.D.         |
| 6 settembre 2014       | Monterrey                  | Messico               | Arena Monterrey                            | N.D.                         | N.D.                                      | N.D.         |
| 4 ottobre 2014         | Santo Domingo              | Repubblica Dominicana | Estadio Olimpico Felix Sanchez             | N.D.                         | N.D.                                      | N.D.         |
| 17 ottobre 2014        | Las Vegas                  | Stati Uniti           | The Chelsea at The Cosmopolitan            | N.D.                         | N.D.                                      | N.D.         |
| 18 ottobre 2014        | Las Vegas                  | Stati Uniti           | The Chelsea at The Cosmopolitan            | N.D.                         | N.D.                                      | N.D.         |
| Totale                 | Totale                     | Totale                | Totale                                     | Totale                       | 1,400,341 / 1,406,667                     | $137,956,805 |